# Hoçisht
Hoçisht là một xã trong quận Devoll thuộc hạt Korçë, Albania. Dân số năm 2005 là 5878 người.